# Noosphère
Ne doit pas être confondu avec NooSFere.

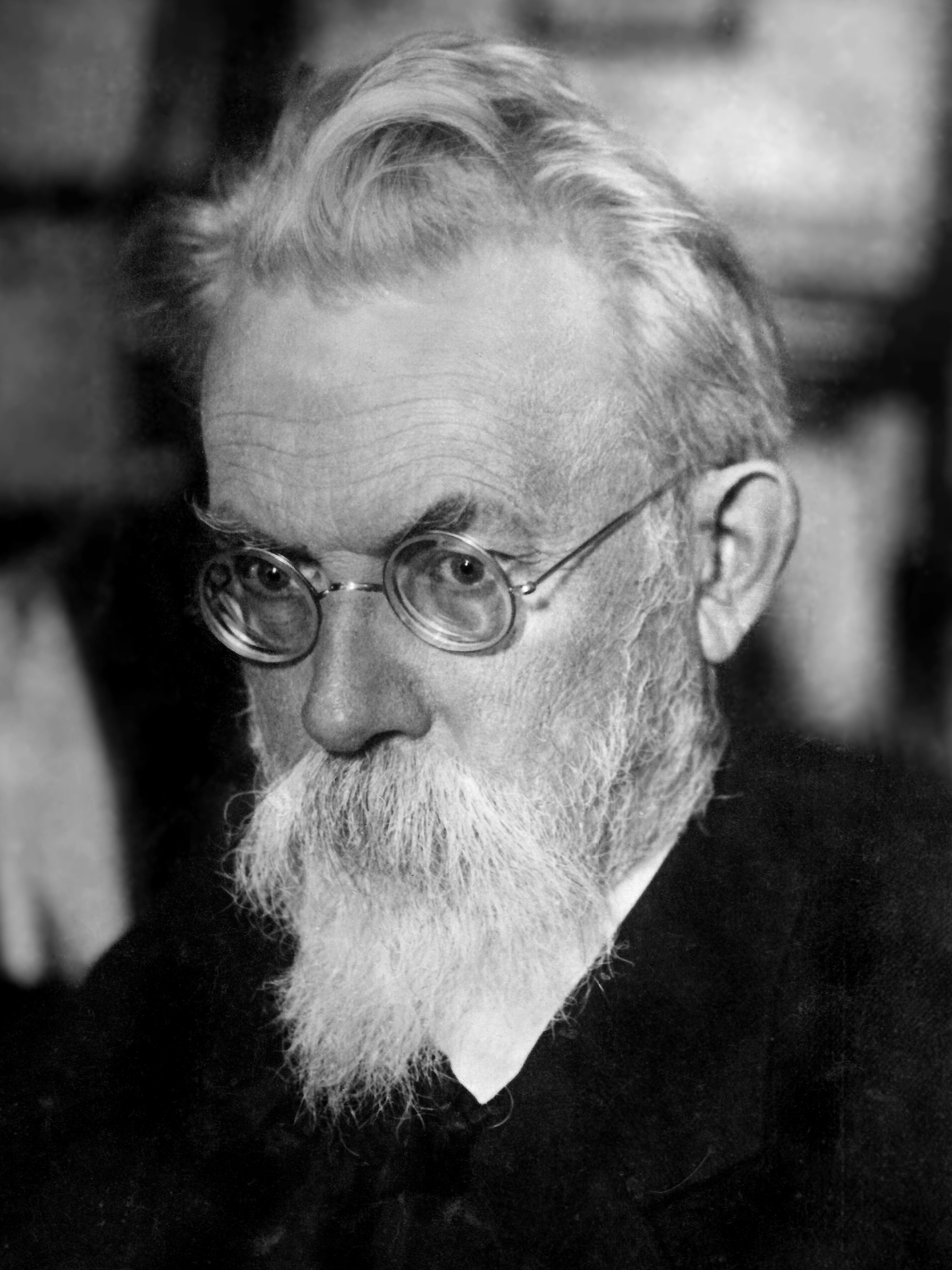
Vladimir Vernadski, 1934

La noosphère (prononcé : /no.o.sfɛʁ/, selon la pensée de Vladimir Vernadski, Pierre Teilhard de Chardin et  Édouard Le Roy, désigne la « sphère de la pensée humaine ».
Le mot « noosphère » est dérivé des mots grecs νοῦς / noûs, « l'esprit » et σφαῖρα / sphaîra, « sphère »), par analogie lexicale avec « atmosphère » et « biosphère ». 
Ce néologisme a été cité dès 1922 par Teilhard de Chardin dans sa « cosmogénèse ».
En 1936, Vernadski confirmera son adoption de l'idée de noosphère dans une lettre à Boris Leonidovitch Lichkov, mais il tranchera la question de son origine en 1943, en affirmant que le concept avait été déduit "conjointement" (de ses travaux sur la biogéochimie et la biosphère) par Le Roy et Theilhard de Chardin (qui ensemble avaient suivi ses cours de 1922-1923 à la Sorbonne) . 
Dans la théorie originelle de Vernadski, la noosphère apparaît comme la quatrième d'une succession de phases de développement de la Terre, après la géosphère (matière inanimée), la biosphère (la matière vivante) et l'écosphère (les organismes vivants). Tout comme l'émergence de la vie a fondamentalement transformé la géosphère, l'émergence de la cognition humaine transforme fondamentalement la biosphère.

## Concept

### Développement
Le mot, introduit par Pierre Teilhard de Chardin dans Le Phénomène humain, mais formulé, de concert avec lui, par le mathématicien Edouard Le Roy dans ses cours au collège de France dès 1927, a été déduit de concert par les deux chercheurs , des travaux de  Vladimir Vernadskisur la biogéochimie et la biosphère, dont ils découvrirent tous deux l'exposé à la Sorbonne en 1922-1923.
« [C]’est vraiment une nappe nouvelle, la « nappe pensante », qui, après avoir germé au Tertiaire finissant, s’étale depuis lors par-dessus le monde des Plantes et des Animaux : hors et au-dessus de la Biosphère, une Noosphère. »
Teilhard de Chardin a développé sa vision d’une humanité en voie de « planétisation » (ce qui se rapproche du terme contemporain de « mondialisation », avec une connotation plus spirituelle). C'est la vision d'une humanité dont l’imaginaire, les pensées, les idées, les découvertes, en d'autres termes le psychisme ou la conscience tissent progressivement une « noosphère » de plus en plus serrée et dense, génératrice de toujours plus de conscience, et d’une conscience de plus en plus solidaire, de plus en plus planétaire. Par « noosphère », Teilhard désigne le milieu, ou la dimension, de pensée et de conscience qui, depuis le début de la vie sur Terre a progressivement évolué pour finir par envelopper et imprégner toute la biosphère, à la manière d’une autre atmosphère, faite cette fois non pas d’oxygène, mais de psychisme. Parce que l’humanité se multiplie et se répand sans cesse à la surface d’une terre limitée géographiquement, Teilhard voit les humains se resserrer les uns sur les autres, et cette densification de l’humanité équivaut pour lui à une densification de la noosphère, donc une intensification de la conscience. Cette densification progressive amène à un retournement sur elle-même de la conscience, phénomène que Teilhard appelle « le Réfléchi ».
La noosphère se juxtapose à la lithosphère (la masse inerte), à la biosphère (la masse vivante des procaryotes), à l'écosphère (la masse vivante des eucaryotes), et à la sociosphère (ensemble des relations humaines et/ou écologiques). Englobant l'ensemble de l'activité intellectuelle de la Terre, il s'agit d'une sorte de « conscience collective de l'humanité » qui regroupe toutes les activités cérébrales et mécaniques de mémorisation et de traitement de l'information. 
À partir du milieu du XXe siècle, les géographes commencent à considérer les éléments culturels et immatériels en plus des réalités matérielles. Pierre Deffontaines écrit ainsi que « le plus grand événement dans l’histoire géographique de la Terre, ce n’est pas tel plissement de montagne, tel déplacement de mer, telle modification de climat, c’est l’apparition avec l’humain d’une sorte de sphère spéciale, plus extraordinaire que la pyrosphère, l’hydrosphère, l’atmosphère ou même la biosphère ; ce qu’on pourrait appeler la sphère pensante, que le R. P. Teilhard de Chardin a appelé la « noosphère », enveloppe immatérielle sans doute, qui cependant s’inscrit matériellement dans le paysage ».

## Politique
Le système politique et social qui résulterait de la noosphère a été désigné sous le nom de noocratie.